# قانون اتحادیه کارگری و روابط کار ۱۹۷۴
قانون اتحادیه کارگری و روابط کار ۱۹۷۴ (حدود ۵۲) (TULRA) یک قانون پارلمان بریتانیا در مورد روابط صنعتی بود که اکنون لغو شده است.
این قانون شامل قوانینی در مورد عملکرد و وضعیت حقوقی اتحادیه‌های کارگری، فرض الزام‌آور نبودن یک قرارداد جمعی و مصونیت اتحادیه‌هایی است که در فکر یا پیشبرد اختلاف تجاری دست به اعتصاب می‌زنند.